# Otophryne
Otophryne ist eine Amphibien-Gattung aus der Familie der Engmaulfrösche.

## Beschreibung
Die Pupillen sind rund. Die Zunge ist groß, hinten abgestutzt und frei abhebbar. Gaumenzähne fehlen. Es sind vor dem Schlund zwei gezähnelte Hautfalten vorhanden. Das Trommelfell ist sehr deutlich erkennbar. Die Finger sind frei, die Zehen sind an der Basis durch Schwimmhäute verbunden. Diese greifen aber nicht zwischen die Metatarsen der 4. und 5. Zehe ein. Finger- und Zehenspitzen sind verdickt. Die Praecoracoide sind vorhanden, aber nur schwach entwickelt. Das Sternum ist knorpelig. Die Querfortsätze des Sacralwirbels sind ziemlich stark verbreitert.

## Vorkommen
Die Gattung kommt vom östlichen Kolumbien über Venezuela und Guayana bis ins angrenzende Brasilien vor.

## Systematik
Die Gattung Otophryne wurde 1900 von George Albert Boulenger erstbeschrieben. Sie umfasst 3 Arten:
Stand: 12. Oktober 2015
- Otophryne pyburni Campbell & Clarke, 1998
- Otophryne robusta Boulenger, 1900
- Otophryne steyermarki Rivero, 1968